# Мікєй Олександр Якович
Олександр (Ісаак) Якович Мікєй (Мікей, Микей) (рос. Александр (Исаак) Яковлевич Микей, 14 [1] жовтня 1901 Москва — 14 вересня 1961 року Дніпропетровськ) — український радянський геохімік мінералог караїмського походження, фахівець з нерудних корисних копалин, професор. Один з фундаторів Українського геохімічного товариства.

## Біографія

### Походження та освіта
Народився в Москві в караїмській родині севастопольського міщанина габбая Московської кенаси Якова Ісааковича Мікєя та Катерини (Біче) Марківни, до шлюбу Айваз.
В 1918 році закінчив курс 8 класів 1-ї Московської гімназії. Революційні події змусили родину Мікєй восени 1918 року переїхати до Катеринослава, де жила одружена сестра О. Я. Мікєя — В. Я. Танатар. Тут Олександр Мікєй поступив на юридичний факультет Катеринославського університету, а після ліквідації спеціальності перейшов на геологічний факультет Катеринославського гірничого інституту, який закінчив 1926 року.

### Науковий співробітник
Під час навчання, з 1924 року, О. Я. Мікєй працював позаштатним препаратором-лаборантом при мінералогічному кабінеті, потім (з лютого 1925 року) штатним лаборантом того ж кабінету. Після закінчення інституту Олександр Мікєй залишений асистентом кафедри мінералогії Дніпропетровського гірничого інституту, восени 1929 року захистив кандидатську дисертацію і був призначений на посаду доцента тієї ж кафедри 1930 року. У 1933 році отримав звання професора без захисту докторської дисертації.
Восени 1929 року О. Я. Мікей за конкурсом обраний на посаду професора-завідувача кафедрою мінералогії Дніпропетровського інституту народної освіти, а з реорганізацією цього інституту з осені 1930 року працював в Дніпропетровському фізико-хіміко-математичному інституті (професором, завідувачем кафедри геохімії) та в інституті профосвіти (професором, завідувачем кафедри геології). Після об'єднання цих вищих закладів в Дніпропетровський державний університет з 1933 року — професор, завідувач кафедри геохімії. Декан геологічного факультету університету (в 1936/1937 навчальному році).
Одночасно з 1935 по 30 травня 1937 року, знов працював (за сумісництвом) в ДГІ ‒ читав курс «Мінеральна сировина» і був керівником дипломного проєктування у геологів нерудної спеціальності (на рудному та вугільному віддаленнях геологічного факультету).
Крім цих основних місць служби, професор Мікєй викладав також в Дніпропетровському металургійному інституті (професор, завідувач кафедри мінералогії), Дніпропетровському хіміко-фармацевтичному інституті (на аналогічній посаді).
Професор Олександр Мікєй був блискучим лектором. Його запрошували для читання лекцій з курсів мінералогії, геохімії, мінеральної сировини інші міста (Кривий Ріг, Сталіно, Ростов-на-Дону та інші.
Разом з педагогічною роботою, О. Я. Мікєй зробив значний науковий внесок. Працював за сумісництвом в Інституті прикладної мінералогії (1929—1931), керував дніпропетровською групою цього інституту. З 1931 року дійсний член Дніпропетровського НДІ фізичної хімії (з 1934 року у складі Інституту геології при університеті), керівник секції геохімії.
З 1925 року працював у численних польових експедиціях з розвідки нерудних корисних копалин Мелітопольської округи (горючі гази), Північного Кавказу та Закавказзя (пемза і діатоміти, вулканічні туфи). У 1928 році видав книгу «Геологический очерк Военно-Сухумской дороги», в 1931 році — підручник «Минеральное сырье» для студентів-хіміків. Був одним з організаторів Українського геохімічного товариства. Підтримував наукові контакти з провідними вченими країни, зокрема, академіком Володимиром Вернадським. 
Олександр Мікєй вважався одним з провідних фахівців СРСР з теми мінералогії колоїдно-дисперсного характеру. Був внесений до списку учасників XVII Міжнародного геологічного конгресу (липень 1937 року).

### Репресії та заслання
30 травня 1937 року, незадовго до відкриття в Москві XVII сесії Міжнародного геологічного конгресу, Олександра Мікєй був заарештований по надуманому звинуваченню в участі в «антирадянській троцькістській диверсійно-терористичній організації» і 15 січня 1938 року засуджений Виїзною сесією Воєнної колегії Верховного суду СРСР до 10 років ув'язнення до ГУЛАГу з позбавленням політичних прав на 5 років і з конфіскацією всього майна. Покарання О. Я. Мікєй відбував спочатку в таборах на Колимі, де працював, зокрема, і геологом пошукової партії «Колимжелдорстройпроекта», потім у Свободному (Приамур'я) і Красноярську, останні роки — у геологічних партіях.

### Реабілітація та останні роки життя
Після звільнення 30 травня 1947 року повністю відбувши 10 років заслання Мікєй повернувся без права проживання у великих містах. У нього погіршилось здоров’я. Деякий час він працював геологом у Дніпропетровській Облгідромеліоконторі, а з кінця 1947 року старшим геологом Дружківської ГРП на розвідці родовища вогнетривких глин. Влітку 1948 року звільнився з роботи за станом здоров'я в (інсульт з паралічем лівої частини тіла) і оселився в Синельниковому. 
На початку 1954 року внаслідок падіння з обмороженням йому було ампутовано частину пальців на здоровій правій руці. Лише після цього, внаслідок клопотання чоловіка сестри ‒ професора Йосипа Танатара ‒ Олександру Мікєю в травні 1954 року було дозволено повернутися в Дніпропетровськ. 
Повністю реабілітований рішенням Військової Колегії Верховного Суду СРСР від 14 березня 1956 року «за відсутністю складу злочину». При цьому з нього була відібрана розписка про те, що йому оголошено про реабілітацію і що він не має претензій на конфісковане майно.
В останні роки життя Олександр Мікєй основну увагу приділяв тюркології та історії караїмів-тюрків. Він вів велике листування з Борисом Кокенаєм, друзями і фахівцями-тюркологами. Олександр Мікєй залишив спогади, вірші та прозу караїмського життя. 
Помер Олександр Якович 14 вересня 1961 року, не доживши рівно одного місяця до свого шістдесятиріччя.

## Наукова діяльність
Основні напрями наукових досліджень — будівельні матеріали мінерального походження України та Північного Кавказу (пемза, вулканічний туф, діатоміти, вогнетривкі глини, обсидіан, інші). та гідрогеологія. Вивчав третинні відкладення, грязьові вулкани, мінералогію Криворіжжя. Уперше описав мінерал ельбрусит. Автор близько 40 статей російською, українською та німецькою мовами.

### Вибрані праці
- Антраколит и нашатырь из окрестностей Баку // Бюлетень геологическо-минералального кружка Екатеринославского горного института. — Екатеринослав, 1926. — Вип. 1.
- О горизонте бурой воды из артезианских скважин Мелитопольского округа // Наукові записки Дніпропетровської науково-дослідної кафедри геології. — Дніпропетровськ, 1927. — Вип. 1.
- Географический очерк Военно-Сухумской дороги на участке селения Георгиевско-Осетинское – балка Учкурка // Записки Северо-Кавказского краевого горного НИИ. — Ростов; Дон, 1928. — Вип. 1.
- Минеральное сырье: Курс для студентов химических вузов. — Харьков : Техническое издательство, 1931.
- Пемза и ее месторождения в СССР // Минералальное сырье. — 1932. — Вип. 11–12.
- Про деякі фізичні і фізико-хімічні властивості глауконітів околиць Дніпропетровська // Український хемічний журнал. — Харків, 1935. — Т. 10, вип. 2.
- К вопросу о химической природе и строения глауконита // Сборник, посвященый 50-летию академика В. И. Вернадского. — Харків, 1936. — Т. 2.
- К минералогии глауконита // Минералогический сборник Львовского геологического общества. — Львов, 1956. — Вип. 10.